# Тетрахлоропалладат(II) натрия
Тетрахлоропаллада́т(II) на́трия — неорганическое соединение, 
комплексный хлорид натрия и палладия
с формулой Na2[PdCl4],
красно-коричневые кристаллы,
растворимые в воде,
образует кристаллогидраты.

## Получение
- Пропускание хлора через суспензию палладиевой черни в концентрированном растворе хлорида натрия:

{\displaystyle {\mathsf {Pd+Cl_{2}+2NaCl\ {\xrightarrow {80^{o}C}}\ Na_{2}[PdCl_{4}]}}}
- Реакция между растворами тетрахлоропалладата(II) водорода и хлорида натрия:

{\displaystyle {\mathsf {H_{2}[PdCl_{4}]+2NaCl\ {\xrightarrow {}}\ Na_{2}[PdCl_{4}]+2HCl}}}

## Физические свойства
Тетрахлоропалладат(II) натрия образует гигроскопичные кристаллы.
Хорошо растворяется в воде,
растворяется в этаноле.
Образует кристаллогидрат состава Na2[PdCl4]·3H2O — красно-коричневые кристаллы.